# نام تک

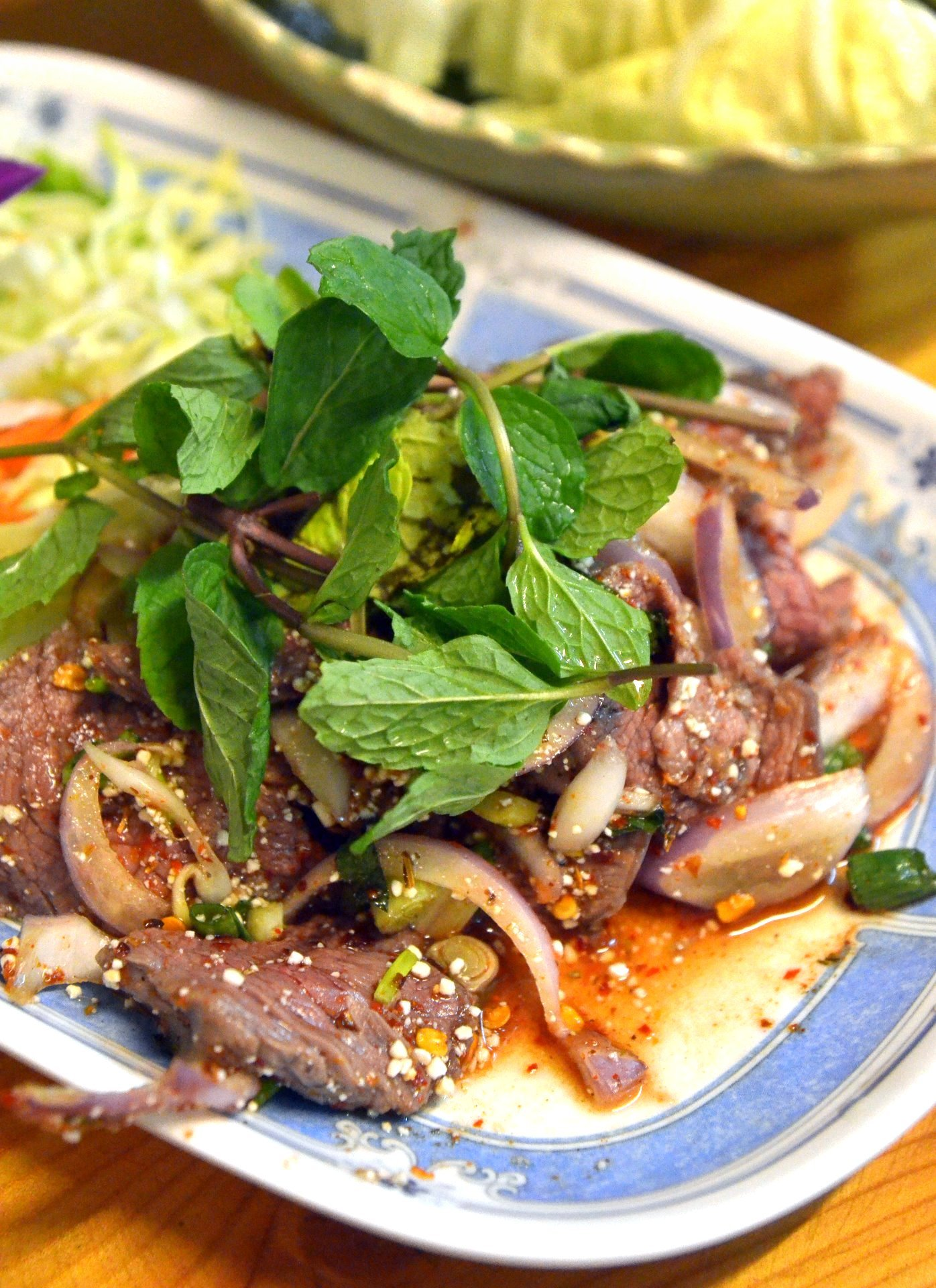
نو یانگ نام تُک؛ گوشت گاو کبابی به همراه موسیر و نعنا

نام تـُـک (تایلندی: น้ำตก؛ آرتی‌جی‌اس: nam tok، تلفظ ná:m tòk) نام یک غذایی تایلندی است که به صورت سوپ یا سالادِ گوشت تهیه می‌شود و فرم سالادی آن مربوط به آشپزی لائوسی است.
این غذا به دو شکل کاملاً متفاوت تهیه می‌شود:
- در ناحیه تایلند مرکزی، این غذا به صورت یک سوپ تند و با خون گاو یا خوک طبخ می‌شود. در کشور تایلند از خون این حیوانات اغلب در طبخ غذاها (بویژه غذاهای رشته‌دار) استفاده می‌شود. «نام تُک»، طعمی تند، چرب و خوشمزه دارد و مشتمل بر آب‌گوشت، نودل چینی، لوبیا، تکه‌های جگر، گوشت خوک، سبزیجات و ادویه‌های گوناگون است. این غذا را دکه‌های خیابانی غذا هم عرضه می‌کنند.[۱]
- در ناحیه شمال شرقی تایلند و لائوس، «نام تُک» به صورت یک غذای گوشتی یا سالاد ارائه می‌شود و در زبان لائوسی به آن «پینگ سین نام تـُک» (لائو: ປິ້ງຊິ້ນນ້ຳຕົກ) و در زبان تایلندی اگر با گوشت گاو باشد به آن «نو یانگ نام تُک» (تایلندی: เนื้อย่างน้ำตก) و اگر با گوشت خوک طبخ شود به آن «مو نام تُک» (تایلندی: หมูน้ำตก) می‌گویند. محتویات این غذا شامل گوشت گاو یا خوک، برنج پخته‌شده، انواع فلفل تند، سس ماهی، عصاره لیموترش سبز، موسیر و برگِ نعناع و گاهی پیاز است. این غذا را با برنج چسبناک می‌خورند.